# Columbano Bordalo Pinheiro
Columbano Bordalo Pinheiro (n. 21 noiembrie 1857, Lisabona, Portugalia – d. 6 noiembrie 1929, Lisabona, Portugalia) care este de obicei numit Columbano, a fost un pictor realist portughez. De obicei considerat cel mai mare pictor portughez al secolului al XIX-lea, el a fost comparat cu pictori precum Wilhelm Leibl și John Singer Sargent.

## Viața și oprea
Columbano a fost fiul pictorului romantic, Manuel Maria Bordalo Pinheiro, și fratele mai mic al marelui caricaturist, Rafael Bordalo Pinheiro. A devenit pictorul principal al generației sale și maestrul realismului în pictura portugheză, specializată în portret. A fost discipol al tatălui său, al pictorului Miguel Ângelo Lupi și al sculptorului Simões de Almeida. După ce a încercat de două ori să obțină o bursă pentru a studia în străinătate, contesa de Edla, a doua soție a regelui Ferdinand al II-lea i-a finanțat studiul în Franța în 1881. Acolo a studiat opera pictorilor naturaliști, realiști și impresioniști francezi, precum Courbet, Manet și Degas, fără a-și pierde stilul distinct, adesea sumbru și intim.
S-a alăturat „Grupului Leului”, o întâlnire obișnuită de artiști, scriitori și intelectuali într-un restaurant din centrul Lisabonei, numit „Leão de Ouro” (Leul de Aur) pentru a discuta problemele estetice și a proclama naturalismul împotriva artei academice a vremii. Din grup au mai făcut parte fratele său Rafael Bordalo Pinheiro, Silva Porto, Marques de Oliveira și José Malhoa.
El a pictat portrete ale unora dintre cele mai mari nume ale societății și culturii portugheze din vremea sa precum José Maria de Eça de Queiroz, Teófilo Braga, Raul Brandão și a avut o mare acuratețe psihologică în definirea personalității celor pictați. Cel mai cunoscut portret al său a fost cel al poetului Antero de Quental din 1889. În această lucrare bântuitoare, Columbano pare să fi anticipat sinuciderea lui Antero.
Columbano era un republican binecunoscut, așa că nu a fost surprinzător faptul că, după proclamarea Republicii, în 1910, a fost invitat să proiecteze drapelul noului regim și a fost numit director al Muzeului Național de Artă Contemporană, în prezent Muzeul Chiado de la Lisabona, de care a fost responsabil între 1914 și 1927.
Cea mai bună colecție a picturilor sale se află în Muzeul Chiado din Lisabona. De asemenea, el este reprezentat în unele dintre cele mai bune muzee portugheze, cum ar fi Muzeul Național Soares dos Reis din Porto.